# Blood '77
I Blood '77 sono un gruppo punk rock formatosi nel 2003 a Formia

## Storia dei Blood '77
(Manuel Graziani su Rumore)
Nati nel 2003 da una costola della hardcore punk band italiana Gioventù Bruciata, attiva dalla metà degli anni novanta al 2004 e poi riformata e di nuovo in attività a partire dal 2012). Il gruppo canta canzoni proprie in inglese di atmosfera visionaria e nichilista e ha un sound che si colloca a cavallo tra il garage punk americano degli anni sessanta, il punk rock newyorkese del '77 e il power pop. Hanno all'attivo numerosi concerti in Italia (prevalentemente nei principali locali rock e spazi autogestiti delle città di Roma, Viterbo, Lucca, Viareggio, Bologna, Firenze e dell'intera provincia di Latina) e non solo (nel 2006 hanno preso parte allo Smenterreg Festival, progetto di cooperazione culturale europea, suonando a Blonie in Polonia), partecipazioni a varie compilation edite su CD, interviste e articoli su riviste musicali italiane (su tutte, Rumore e Rock Sound) e due album studio: "Romantic Hotel" (CD, 2006) e "The Bone Machine/Blood '77" (2008, split album condiviso con la band rockabilly di Aprilia The Bone Machine). Il chitarrista dei Blood '77, Daniel Marciano, suona contemporaneamente nella pop rock band italiana Tecnosospiri, mentre il cantante, Simone Lucciola, gestisce il webmagazine musicale Lamette e disegna e produce fumetti con Lamette Comics.
Nel 2011 i Blood '77 collaborano con la scrittrice noir Alda Teodorani, accompagnando un suo spoken word incluso nell'audiolibro autoprodotto "Alda Teodorani presents Quindici desideri".
Il nuovo album di inediti dei Blood, a titolo "Homeless", è uscito nella primavera 2012. Il 12 giugno 2013 la band ha pubblicato online su Bandcamp "Anaemic", un album contenente versioni unplugged dei pezzi contenuti nei primi tre dischi più alcune nuove cover, e subito dopo ne è uscita una tiratura limitata su tape (77 copie numerate) prodotta da Brigadisco Records. Nel 2016 è la volta del nuovo EP 7" Jägerbomber, coprodotto da Area Pirata Records e tirato in 200 copie in vinile nero e 100 in vinile verde, ma disponibile in versione digitale e streaming anche su iTunes, Bandcamp, Amazon, Spotify.

## Formazione

### Formazione attuale
- il poverello - voce
- Daniel - chitarra
- Barrett - basso
- Incubo - batteria

### Ex componenti
- Meat Machine - basso
- Mimmo Ripper - chitarra
- Sveden - batteria

## Discografia

### Album di studio
- 2006 - Romantic Hotel (Valium Recordz, City Of The Dead, Lamette Records)
- 2008 - The Bone Machine/Blood '77 (Valium Recordz, Billy's Bones Records, Mastro Titta Produzioni, Lamette Records)
- 2012 - Homeless (Lamette Records, Deny Everything, Alda Teodorani Catrecords, Crucified Never Dies, Skins Rules Records, Strenght Thru Oi!, Pull The Trigger Records)
- 2013 - Anaemic (Lamette Records, Brigadisco Records)
- 2016 - Jägerbomber (Lamette Records, Area Pirata Records)

### Raccolte
- 2007 - Roma Hardcore siamo N'Oi! (Hellnation, SPOQR Roma Skins & Punx)
- 2009 - Belong to us - Tribute to Cock Sparrer (Raged Records, Gunfight Clothing)
- 2010 - Brigadisco 2 - Rigadritto! (Brigadisco)
- 2011 - Alda Teodorani presents 15 desideri (DIY Conspiracy)
- 2012 - Miniature [vol. 1] (Miacameretta Records)